# Senecio doria subsp. legionensis
Senecio doria subsp. legionensis é uma subespécie de planta com flor pertencente à família Asteraceae. 
A autoridade científica da subespécie é (Lange) Chater, tendo sido publicada em Bot. J. Linn. Soc. 68(4): 276. 1974.

## Portugal
Trata-se de uma subespécie presente no território português, nomeadamente em Portugal Continental.
Em termos de naturalidade é endémica da Península Ibérica.

## Protecção
Não se encontra protegida por legislação portuguesa ou da Comunidade Europeia.